# Houtfestival
Het Houtfestival is een festival in Haarlem met (onder andere) muziek, (kinder)theater en (beeldende) kunst. Het festival vindt elk jaar plaats in het derde weekend van juni, in stadspark de Haarlemmerhout. De 1e editie was in 1985 en in 2022 vond de 35e editie plaats. In 2019 waren er ruim 20.000 bezoekers.

## Geschiedenis
Het Houtfestival begon in de jaren 1980 als cultureel migrantenfeest. Het programma was gericht op het stimuleren van de ontmoeting tussen verschillende bevolkingsgroepen. Daarnaast was er op het festivalterrein een informatiemarkt met informatiekraampjes over onderwerpen als apartheid en ontwikkelingslanden.
Sinds de jaren 1990 ontwikkelde het Houtfestival zich tot een professioneel festival met acts uit alle delen van de wereld. De programmering draaide voortaan om inhoudelijke kwaliteit. Daarnaast breidde het festival de programmering uit met onder andere een kinderfestival op zondag en ruimte voor genres als hiphop en punk op zaterdag.

## Programma
Het Houtfestival begint op zaterdag met de Houtnacht met muziek in diverse stijlen, waaronder hiphop, punk, singer-songwriters en dj's. Houtnacht richtte zich eerst vooral op jongeren, maar heeft de programmering verbreed om een groter publiek aan te spreken.
Op zondag is de muziek meer internationaal met muziek uit verschillende delen van de wereld, en crossovers van wereldmuziek met andere stijlen zoals jazz, funk en dance. Ook is er op zondag een kinder- en familieprogramma met muziek, theater, verhalenvertellers, en activiteiten voor kinderen.
Op beide dagen is er een randprogramma met (beeldende) kunst, documentaires, en optredens op het veld.

## Organisatie
Het festival wordt volledig georganiseerd door vrijwilligers, alleen de optredende artiesten krijgen betaald. Festivaldirecteur Marleen Klooswijk werd in 2020 benoemd tot Ridder in de Orde van Oranje-Nassau. Renske Leijten is sinds 2020 voorzitter van het Houtfestival.

## Optredende artiesten
Voorbeelden van artiesten, groepen en kunstenaars die te zien waren op het Houtfestival:
- 4Tuoze Matroze
- Amsterdam Klezmer Band
- Apichat Pakwan
- Benjamin Herman
- De Kift
- Die Anarchistische Abendunterhaltung
- DJ Shantel & Bucovina Club Orkestar
- Chiwoniso Maraire
- Frank Groothof
- Gerda Havertong
- Giovanca
- Goran Bregović
- Hakim Traïda
- It Dockumer Lokaeltsje
- Izaline Calister
- Jungle by Night
- Justin Adams
- Khaira Arby
- King Ayisoba
- Lakshmi
- Liu Fang
- Ljiljana Buttler
- Mahsa Vahdat
- Maite Hontelé
- Nahawa Doumbia
- Niki Jacobs
- Piet Zwaanswijk
- Ronald Snijders
- Teatro Munganga
- The Ex
- The Paradise Bangkok Molam International Band
- VOF de Kunst
- Wijnand Stomp
- Yulduz Usmonova

## Aandacht in de media
De Concertzender heeft meerdere keren concerten opgenomen op het Houtfestival en deze uitgezonden.
Ook Vrije Geluiden besteedde diverse keren aandacht aan het Houtfestival.
Muziekblog MixedWorldMusic verzorgt het festivalonderdeel Mixed Media Lounge, waarin artiesten geïnterviewd worden en een kort optreden geven. Deze sessies werden diverse keren uitgezonden op het YouTube-kanaal van MixedWorldMusic.

## Overige evenementen
In sommige jaren organiseerde het Houtfestival, naast het festival in juni, andere evenementen in Haarlem, vaak in samenwerking met Patronaat. In 2013, 2014 en 2015 organiseerden Houtfestival en Patronaat samen Harlem Shuffle, met optredens van onder andere Sevdaliza en I am Oak.
Tijdens de coronapandemie kon het reguliere festival niet doorgaan. In plaats daarvan organiseerden Houtfestival en Patronaat in 2021 Hout@Slachtstrand op het Slachthuisterrein met optredens van onder andere Yīn Yīn en Lionstorm.